# 1313 en Angleterre
Chronologie de l'Angleterre
- 1309
- 1310
- 1311
- 1312
- 1313
- 1314
- 1315
- 1316
- 1317

Cette page concerne l'année 1313 du calendrier julien.

## Naissances en 1313
- 8 janvier : James Audley, 2e baron Audley
- 6 avril : Philip le Despenser, noble
- 20 juillet : John Tiptoft, 2e baron Tibetot
- Date inconnue : 
  - Elizabeth de Badlesmere, comtesse de Northampton
  - Richard FitzAlan, 3e comte d'Arundel et 8e comte de Surrey
  - Isabelle Mortimer, noble

## Décès en 1313
- 28 février : John Hastings, 1er baron Hastings
- 11 mai : Robert Winchelsey, archevêque de Cantorbéry
- 24 juillet : Ralph Baldock, évêque de Londres
- 10 août : John de Leche, archevêque de Dublin (en)
- 24 septembre : Philip le Despenser, noble
- 26 novembre : Thomas de Multon, 1er baron Multon de Gilsland
- Date inconnue : 
  - Walter de Huntercombe, 1er baron Huntercombe
  - John Schorne, recteur
  - Walter de Thornbury, Lord Chancelier d'Irlande